# Mura di Ravenna
Le mura di Ravenna sono una costruzione architettonica risalente al III secolo a.C. e ricostruite parzialmente nel V secolo.

## Storia

### Epoca romana
Le mura furono costruite verso la fine del III secolo a.C., durante la Seconda guerra punica, per riparare la città dagli attacchi di Annibale e dei suoi soldati di Cartagine, che scalando le Alpi erano riusciti a penetrare in Italia e puntavano verso Roma.
Nel I secolo l'imperatore romano Claudio, che fece ricostruire parzialmente le mura dell'età repubblicana e fece costruire anche l'imponente Port'Aurea, in marmo, in stile corinzio e dotata di due fornici, oggi visibile solo in parte. Probabilmente, Port'Aurea era l'inizio del decumano, una delle due vie principali che caratterizzavano lo schema delle città sotto l'influenza di Roma. Di queste mura fatte costruire da Claudio oggi si possono osservare tre quarti del perimetro.
Poiché si voleva ampliare la città verso nord, vennero avviati lavori di demolizione di parti delle mura antiche. Altre zone delle mura furono demolite per estendere la città di Ravenna in direzione sud-est.
Nel 402 d.C., l'imperatore romano Onorio, il figlio di Teodosio I, spostò la capitale dell'Impero romano d'Occidente da Milano a Ravenna, perché ritenuta più sicura e più vicina alla capitale dell'Impero romano d'Oriente, Costantinopoli. Per rendere inattaccabile Ravenna, lo stesso Onorio fece ampliare la cinta muraria, apportando molte modifiche a quella precedente. In questo periodo le mura raggiunsero un'altezza di 9 metri e uno spessore di 2 metri, risultando per dimensioni inferiore solo a quelle di Roma e Milano. Le nuove mura fatte costruire da Roma utilizzavano laterizio di spoglio, cioè preso da edifici preesistenti, e possedevano numerose porte di accesso alla città, che però sono andate quasi tutte perdute, e oltre 50 torrette di guardia.
Poiché si verificarono altre espansioni, anche le mura si ampliarono: all'inizio del V secolo Onorio fece costruire a nord un tratto di mura che collegava Porta Adriana e Porta Serrata. In seguito l'imperatore Valentiniano III fece lo stesso, facendo costruire a sud il tratto di mura che partiva da Porta Gaza terminava a Porta Nuova, attraversando anche Porta S. Mama e Porta Sisi.

### Epoca medievale
Dopo la caduta dell'Impero romano d'Occidente, avvenuta nel 476 d.C., le mura di Ravenna furono continuamente in parte ricostruite, e in parte arricchite, con nuove torri di guardia, nuove porte per entrare in città, e anche una rocca.

### Dopo il Medioevo
Nel periodo successivo al Medioevo si successero diversi governi al controllo dell'Italia e di Ravenna. Nel XIV secolo si verificarono arricchimenti con torri e nuovi ingressi, che furono quasi tutti chiusi nel secolo seguente. Infatti, sotto il governo di Venezia, delle 4 porte esistenti ne rimasero in uso solamente 4, quelle posizionate ai punti cardinali: Porta Adriana, Porta Sisi, Porta Gaza e Porta San Mama. Nello stesso periodo le mura vennero restaurate e rinforzate con nuovo laterizio. L’opera di consolidamento delle mura portata avanti dal governo di Venezia terminò con la costruzione di una fortezza detta Brancaleone, dal 1457 al 1470, che fu posta nord-est della cinta muraria e in modo tangente alla stessa cinta.
Nel XIX secolo parti delle antiche mura furono demolite: nel 1863 per far spazio alla costruzione della ferrovia e della stazione e nel 1886, a nord, per costruire un'officina di gas. Infine, altre demolizioni si verificarono tra il 1920 e il 1921.
Attualmente, delle mura restano 2 770 metri e 6 porte di accesso alla città.

## Struttura originaria delle mura
Quando furono costruite nel III secolo a.C. per proteggere Ravenna dall'avanzata di Annibale, le mura si sviluppavano intorno alla città tranne che sul lato nord, in quanto il fiume Lamone rappresentava una difesa naturale. Le mura originarie avevano un perimetro quadrato, ma irregolare proprio per la presenza del fiume, e avevano una lunghezza di circa 2,5 chilometri. Le mura rientravano nello schema tipico delle città romane: le due vie principali, cardo e decumano, e una cinta muraria a protezione della città.